# 奥斯汀·克拉普
奥斯汀·克拉普（英語：Austin Clapp，1910年11月8日—1971年12月22日），美国男子游泳、水球运动员。他曾代表美国参加1928年和1932年夏季奥林匹克运动会，获得一枚金牌和一枚铜牌。